# Інфотейнмент (тележурналістика)
Інфоте́йнмент (утворено від англ. information — «інформація» + entertainment — «розваги») — вид інформаційних програм. Новини у них подаються для аудиторії в максимально розважальній формі. Інформування реципієнтів проходить в ненав'язливій формі, а новинні програми представляють політику, як сферу масового життя, наближеного до людини. Інфотейнмент, як правило, містить лише поверхові відомості з певної теми і не може розглядатися як джерело самоосвіти. Синонімом інфотейнменту іноді виступають т. зв. soft news («легкі» новини), названі так на противагу hard news («вагомим», або «справжнім», новинам). У друкованих ЗМІ цьому поняттю відповідає термін «таблоїдизація», що подає події у такій же розважальній формі, але в друкованому вигляді.

## Історія виникнення
Наприкінці XX століття відбувся початок нової «демократичної» журналістики. Вона надзвичайно важко вписується в систему нових поглядів. Тогочасна журналістика являє собою сукупність свободи і пошуку, нові ринкові відносини, інший світогляд і стосунки. Але тим не менше журналісти-практики достатньо сміливо обжили новинну журналістику. Редакційні колективи сміливо використовують усі методи для створення інформаційних матеріалів. Як стверджують дослідники, інфотейнмент зародився у 80-х роках XX ст. у США у зв'язку з падінням рейтингів інформаційних програм. Його появу пов'язують з виходом в ефір програм «Доброго ранку, Америко!» (Good Morning, America) і «Ю.Ес. Ей.тудей» (USA today). Класикою жанру «інфотейнмент» називають програми розважального телеканалу MTV. За словами дослідника М. Шостака: «Кожний автор намагається точно уявити свою аудиторію, її особливості і потреби. Хочуть, щоб їх інформація задовільняла рецепієнтів.» На подачу новин впливає: «конкуренція серед видань та агентств. наявність інформації з інших джерел. Спільна течія видання, а також розмір площі, об'єм ефірного часу, що займає подача інформації. Сформувався лозунг нової журналістики „Новина — будь-якою ціною!“, „Заради хорошої новини — ми заплатимо будь-яку ціну!“. Найяскравіший приклад того — як журналіст „Комсомольської правди“ Уляна Скойбеда разом з місцевими журналістами додали список загиблих пасажирів підводного човна „Курск“. Сьогодні журналістський матеріал будь-якого обсягу вимагає творчої праці, пошуку форми, шліфування змісту. У світі є приклади телепрограм, що вже тривалий час дотримуються принципів якісного інфотейнменту і не втрачають його цінної переваги, тобто, розважаючи, надають глядачеві якомога більше пізнавальної інформації. До таких телеробіт можна зарахувати „Connect the world“. Це щоденна інформаційна-аналітична програма американського телеканалу CNN. Її ведуча, вдягнена в діловий костюм, органічно використовує живе й неформальне спілкування з гостями студії або із журналістами під час прямих включень. Можна також згадати наукові детективи журналіста П. Лобкова (2010—2011 рр. трансляції на російському телеканалі НТВ).

## Теорія інфотейнменту
На сьогодні тривають наукові дискусії щодо визнання інфотейнменту як окремого жанру тележурналістики, а досвідчені практики пишуть критичні відгуки у спеціалізованих виданнях стосовно шкоди засадам класичної журналістики від модного нині телевізійного явища.
Теорії інфотейнменту наукова журналістика в СНД приділяє мало уваги. Однак треба зазначити, що автори праць, присвячених сучасним інформаційним процесам, рідко уникають згадування ознак формату, хоча б у контексті стану сучасної тележурналістики. Так, про очевидні зміни у формі подачі інформації писали російські науковці: Н. Александров, А. Бистрицький, Я. Засурський, Я. Назарова, Є. Макеєнко, Н. Шабаліна, Ю. Ужовська, С. Уразова; європейські: П. Еліот, П. Голдінг, Д. Габермас; українські: В. Гоян, Б. Потятиник, Ю. Шаповал та ін. Про своє розуміння доцільності методу й перспектив розвитку багато писали журналісти практики, зокрема, М. Картозія, директор праймового мовлення російського телеканалу НТВ.

## Інфотейнмент на пострадянському просторі
Однією з перших програм у жанрі інфтейнмент на пострадянському просторі називають програму „19:59“ (ОРТ, 1996 рік). У „19:59“, що виходила в ефір за хвилину до основних випусків новин на інших каналах, була як інформація, так і ефектні концертні номери. Ведучих було четверо (на відміну від традиційних одного-двох). Вони не сиділи за столом, а ходили по студії. Нетрадиційним для радянської традиційної телешколи був і музичний супровід сюжетів. Піонером стилю став Леонід Парфьонов — відкривач інфотейнменту на пострадянських телеканалах, але сам формат виник задовго до цього.

## Інфотейнмент в Україні
Про український інфотейнмент почали говорити засновники щоденної програми „Дивись!“, що вийшла в ефір на телеканалі ТЕТ 20 жовтня 2003 року (хронометраж 15 хвилин, без ведучого). Оновлена, з ведучими (Павло Шилько, Наталя Калатай) і збільшеним хронометражем (30-хвилинний слот), виходить в ефір з 19 квітня 2004 року дотепер (з ведучими Наталею Калатай та Іваном Корнієнком). Згідно з інформацією на офіційному сайті телеканалу ТЕТ: „Дивись!“ — це єдина в українському ефірі програма власного виробництва у жанрі інфотейнменту — нестандартні історії про цікавих людей. „Дивись!“ ніколи не повторюється, кожна програма — унікальна, кожна історія розказана спеціально для глядачів телеканалу ТЕТ». Від «Історій у деталях» програму «Дивись!» відрізняє тематичність. У кожного випуску є тема, якою об'єднані троє героїв. Наприклад, «Колекціонери», «Наставники», «Завидні наречені», «Майстри своєї справи», «Знаки долі», «Жінки на всі 100», «Солодка парочка», «Улюбленці публіки», «Метросексуали», «Золота молодь», «Однолюби», «Нові імена», «Мідні труби», «Іноземці в Україні», «Герої-коханці», «Фатальні жінки», «Діти понеділка», тощо. У 2005 році про опанування жанру «інфотейнмент» заявив новостворений український телеканал К-1 (програма «Один день» була схожою з програмою «Страна и мир» на НТВ) та щотижнева програма «Неймовірні історії кохання», що з'явилася в ефірі телеканалу СТБ. Отже загальні прийоми і методи створення сюжетів у жанрі «інфотейнмент» у програмі «Дивись!» як першої в Україні програми, що заявила про роботу з цим новітнім телевізійним жанром. Ще одним прикладом інфотейнменту на українському телебаченні є документальний цикл «Нові українці», який стартував на каналі СТБ 1 травня 2004 року. Як справедливо зауважує В. Олешко, іронія та самоіронія, інтертекстуальність, мовна гра, які є основою естетики постмодернізму, міцно засвоюються журналістською практикою разом з іншими цінностями масової культури.
Чинники виникнення:
- для українців інформаційно-розважальне ЗМІ — явище нове, а тому цікаве;
- популярність пояснюється загальносвітовими тенденціями.

Для українського інфотейнменту характерні такі жанрові риси:
- Тяжіння до теорії про інфотейнмент американських дослідників Л. Дауні та Р. Кайзера, які називають найбільш поширеними темами жанру історії про зірок і кримінальні історії. У меншому ступені можна називати українським інфотейнментом програми музичного спрямування в стилі MTV (зокрема, на музичному каналі М-1 у програмі «М-1 News»), оскільки у таких програмах на першому місці однаково інформація у чистому вигляді: виклад тексту відповідає вимогам інформаційного жанру (Що? Де? Коли?), у зйомках — традиційні інформаційні ракурси, монтаж — класичний інформаційний, «не кліповий», і лише тематика та зміст відеосюжетів нагадують про розважальний характер програм. Можливо, лише з виходом в ефір українського MTV, можна буде говорити про «інфотейнмент» відповідного рівня у музичних програмах.
- Портретність. У сюжетах жанру «інфотейнмент» автор розповідає «історію про героя», звертає увагу на деталі його життя, присутні фрагменти біографії, для створення сюжету використовуються методи, властиві портретному нарису (тривале спостереження, портретне інтерв'ю, тощо).
- Використання у текстах сюжетів значної кількості авторських метафор та порівнянь, легкий, доступний виклад (зовнішня оболонка, стилістика тексту) поєднаний з глибоким, образним змістом.
- Висока художність, багатоплановість відеоряду. Зйомки — з цікавими ракурсами, переважають великі плани. Монтаж — переважно кліповий. Широке використання репераунду.

Український інфотейнмент перебуває на стадії динамічного і досить бурхливого розвитку. Чимало програм, зокрема й інформаційних, використовують елементи інфотейнменту. Адже новини — це, певною мірою, — розвага для глядача. Високі рейтинги розважальних програм свідчать про те, що аудиторія швидше хоче бути розваженою, ніж поінформованим. Водночас, інформаційні програми залишаються високорейтинговими, тому можна зробити висновок, що саме синтез розваг та інформації буде популярним у найближчі роки в Україні. І не лише «інфотейнмент», де в центрі уваги людина та її історія, а й такий жанр (чи спосіб подання) як «feature» (історії, написані легкою рукою), основа якого показати явище, подію через конкретний приклад. У 2008—2011 рр. вироблялася документальна програма з елементами реконструкції подій. «У пошуках істини» (СТБ). Рідкісний для України приклад пізнавальної історичної програми. Проект було закрито через відсутність нових «гострих та цікавих тем».

## Інфотейнмент в Америці
Провідні американські засоби інформації за наявності достатніх фінансових та професійних ресурсів демонстрували у XXI ст. високий рівень роботи, створюючи інформаційний телепродукт. Наприклад, висвітлюючи зміну влади в Римській католицькій церкві, трагічні події, пов'язані з руйнівними ураганами та повенями в Міссісіпі, природні катастрофи в Індонезії, зміни в системі страхування та наслідки зростання цін на паливо, кореспонденти демонстрували оперативність подачі фактів, неупередженість думок. «Сі-ен-ен», що має розгалужену кореспондентську мережу по всьому світу, продемонстрував високі технології створення репортажів. Як зауважують експерти, у деяких репортажах були використані технології, які раніше вважалися неможливими з погляду професійних етичних стандартів, а тепер стали обов'язковими (особиста позиція, емоції репортерів). За останні 30 років інфотейнмент не залишав екрани американських телеканалів, що зумовлено такими чинниками:
- спроби розширити аудиторію;
- боротьба за прибутковість програми;
- пом'якшення тематики;

Започаткувалася традиція, коли в умовах боротьби за аудиторію та залучення потенційних глядачів з групи 18—49, працівники телебачення звертаються до зміни формату на користь інфотейнменту й збільшення розважального аспекту в подачі матеріалів. Упроваджуються більш комерційні формати, обмежується тематика, пов'язана з якісними новинами. Але інфотейнмент не є панацеєю. Гальмуючи темпи скорочення аудиторії, він не зміг зупинити падіння глядацького інтересу в цілому. Варто звернути увагу на те, що новинне мовлення США в ефірному телебаченні асоціюється, насамперед, з програмами новинних підрозділів трьох мереж — лідерів «Ей-бі-сі ньюс» (ABC News), «Сі-бі-ес ньюс»
(CBS News), «Ен-бі-сі ньюс» (NBC News). Важливу роль в інформаційному телебаченні продовжує відігравати «Пі-бі-ес», передусім її програма «Ньюс ауар» (NewsHour) з ведучим Джимом Лерером. Базовими форматами на початку XXI ст. залишались випуски вечірніх новин о 17:30 і в неділю підсумкові програми, ранкові ефіри та телевізійні журнали новин, найчастіше щотижневі. Проблеми, пов'язані зі зниженням аудиторії, відчували у 2000-х роках телевізійні журнали новин, які були присвячені, як правило, центральній темі й являли собою телевізійну документалістику на загальнонаціональних мережах. У цьому жанрі працювали й винахідники інфотейнменту — виробники програми «Сиксті мінатс» (60 Minutes). Саме ця програма поклала початок й розвиткові ТСН, однак свого розквіту цей жанр набув у 1990-х роках, коли почали виходити відносно дешеві, але досить рейтингові «20/20» і «Найтлайн» (Nightline) на «Ей-бі-сі», «Сиксті мінатс» і «Форті ейт ауарз» (48 Hours) на «Сі-бі-ес», «Дейтлайн» (Dateline) на «Ен-бі-сі». На початку 2000-х років мережі виробляли до 12 годин документальних програм і програм-розслідувань на тиждень, більшість з яких були лідерами за обсягом аудиторії. Утім, це захоплення на початку XXI ст. уже виправдовувало себе. На фоні стрімкого поширення рейтингових та ще дешевших у виробництві реаліті-програм розпочалося зниження їх популярності. Рейтинги стали падати, проекти зупинятися, штат скорочуватись. Великої критики зазнавало саме застосування інфотейнменту, а також зміни в тематиці, оскільки в контенті переважали сюжети на теми криміналу. Загалом у другій половині минулого століття телекритики неодноразово святкували перемогу над інфотейнментом.